# 休·马塞克拉

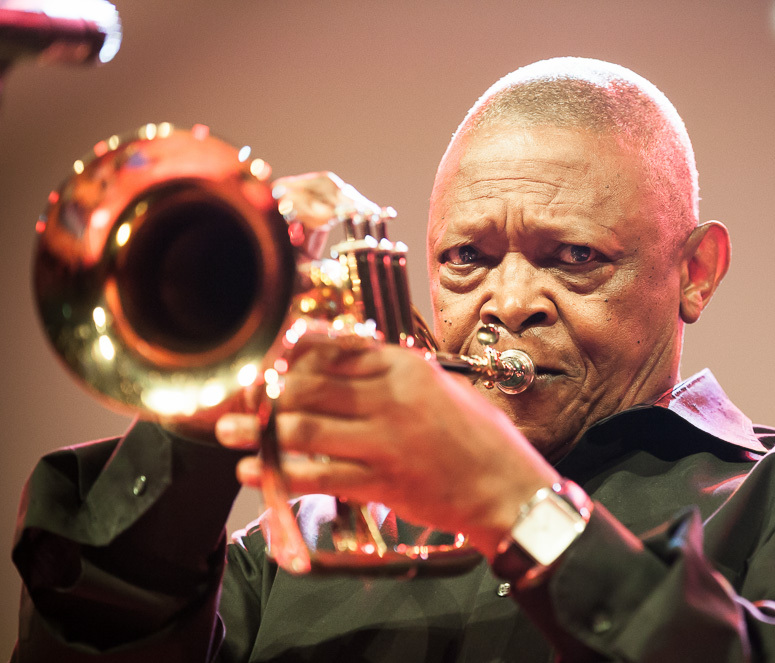
休·马塞克拉

休·拉马波洛·马塞克拉(Hugh Ramapolo Masekela，1939年4月4日—2018年1月23日） 是南非小号手、柔音号演奏家、短号演奏家、歌手和作曲家。 1968 年，他演奏的歌曲曾經登頂告示牌百大單曲榜榜首。